# Neuvième gouvernement de Croatie
 (août 2023).
Si vous disposez d'ouvrages ou d'articles de référence ou si vous connaissez des sites web de qualité traitant du thème abordé ici, merci de compléter l'article en donnant les références utiles à sa vérifiabilité et en les liant à la section « Notes et références ».
République de Croatie
VIIIe Xe
Le IXe gouvernement (en croate : Deveta Vlada Republike Hrvatske) est le gouvernement de la république de Croatie entre le 23 décembre 2003 et le 12 janvier 2008, sous la Ve législature du Parlement.
Il est dirigé par le conservateur Ivo Sanader, vainqueur des élections législatives à la majorité relative. Il succède au second gouvernement du social-démocrate Ivica Račan et cède le pouvoir au second gouvernement Sanader après que la HDZ a confirmé sa majorité relative aux élections de 2007.

## Historique du mandat
Dirigé par le nouveau Premier ministre conservateur Ivo Sanader, ce gouvernement est constitué par une coalition de centre droit entre l'Union démocratique croate (HDZ) et le Centre démocratique (DC). Ensemble, ils disposent de 67 députés sur 151, soit 44,4 % des sièges du Parlement. Il bénéficie du soutien sans participation du Parti paysan croate (HSS), du Parti social-libéral croate (HSLS), du Parti croate des retraités (HSU) et du Parti démocratique indépendant serbe (SDSS), qui disposent ensemble de 18 sièges.
Il est formé à la suite des élections législatives du 23 novembre 2003.
Il succède donc au VIIIe gouvernement, dirigé par le social-démocrate Ivica Račan, constitué et soutenu par une coalition entre le Parti social-démocrate de Croatie (SDP), le Parti des libéraux-démocrates (hr) (Libra), le HSS et le Parti libéral (LS).

### Formation
Au cours du scrutin, la coalition au pouvoir ne totalise que 64 députés, contre 66 à la HDZ seule. Ayant négocié le ralliement de plusieurs partis, Sanader obtient le 23 décembre la confiance du Parlement.

### Succession
Lors des élections législatives du 25 novembre 2007, la HDZ confirme son statut de premier parti du pays tandis que le SDP enregistre une forte progression. Avec le soutien du HSLS, du HSS et des représentants des minorités, Sanader parvient à se maintenir au pouvoir en formant en janvier 2008 le Xe gouvernement croate.

## Composition

### Initiale (23 décembre 2003)
| Portefeuille | Nom | Nom                       | Parti |
| --- | --- | ------------------------- | ----- |
| Premier ministre                                                                                                |     | Ivo Sanader               | HDZ   |
| Vice-Premier ministre Ministre de la Famille, des Anciens combattants et de la Solidarité entre les générations |     | Jadranka Kosor            | HDZ   |
| Vice-Premier ministre Ministre de la Santé et du Bien-être social                                               |     | Andrija Hebrang           | HDZ   |
| Ministre des Finances                                                                                           |     | Ivan Šuker                | HDZ   |
| Ministre de l'Économie, du Travail et des Entreprises                                                           |     | Branko Vukelić            | HDZ   |
| Ministre de la Culture                                                                                          |     | Božo Biškupić             | HDZ   |
| Ministre de la Mer, du Tourisme, des Transports et du Développement                                             |     | Božidar Kalmeta           | HDZ   |
| Ministre de la Défense                                                                                          |     | Berislav Rončević         | HDZ   |
| Ministre de l'Agriculture, des Forêts et des Eaux                                                               |     | Petar Čobanković          | HDZ   |
| Ministre de l'Intérieur                                                                                         |     | Marijan Mlinarić          | HDZ   |
| Ministre des Affaires étrangères                                                                                |     | Miomir Žužul              | HDZ   |
| Ministre de la Science, de l'Éducation et des Sports                                                            |     | Dragan Primorac           | HDZ   |
| Ministre de l'Intégration européenne                                                                            |     | Kolinda Grabar-Kitarović  | HDZ   |
| Ministre de la Justice                                                                                          |     | Vesna Škare-Ožbolt        | DC    |
| Ministre de la Protection de l'environnement, de l'Aménagement du territoire et des Travaux publics             |     | Marina Matulović-Dropulić | HDZ   |

### Remaniement du 17 février 2005
- Les nouveaux ministres sont indiqués en gras, ceux ayant changé d'attributions en italique.

| Portefeuille | Nom | Nom                                                | Parti |
| --- | --- | -------------------------------------------------- | ----- |
| Premier ministre                                                                                                |     | Ivo Sanader                                        | HDZ   |
| Vice-Premier ministre Ministre de la Famille, des Anciens combattants et de la Solidarité entre les générations |     | Jadranka Kosor                                     | HDZ   |
| Vice-Premier ministre                                                                                           |     | Damir Polančec                                     | HDZ   |
| Ministre des Finances                                                                                           |     | Ivan Šuker                                         | HDZ   |
| Ministre de l'Économie, du Travail et des Entreprises                                                           |     | Branko Vukelić                                     | HDZ   |
| Ministre de la Culture                                                                                          |     | Božo Biškupić                                      | HDZ   |
| Ministre de la Mer, du Tourisme, des Transports et du Développement                                             |     | Božidar Kalmeta                                    | HDZ   |
| Ministre de la Défense                                                                                          |     | Berislav Rončević                                  | HDZ   |
| Ministre de l'Agriculture, des Forêts et des Eaux                                                               |     | Petar Čobanković                                   | HDZ   |
| Ministre de l'Intérieur                                                                                         |     | Marijan Mlinarić (jusqu'au 12/07/2005) Ivica Kirin | HDZ   |
| Ministre de la Santé et du Bien-être social                                                                     |     | Neven Ljubičić                                     | HDZ   |
| Ministre de la Science, de l'Éducation et des Sports                                                            |     | Dragan Primorac                                    | HDZ   |
| Ministre des Affaires étrangères et de l'Intégration européenne                                                 |     | Kolinda Grabar-Kitarović                           | HDZ   |
| Ministre de la Justice                                                                                          |     | Vesna Škare-Ožbolt (jusqu'au 09/02/2006)           | DC    |
| Ministre de la Justice                                                                                          |     | Ana Lovrin                                         | HDZ   |
| Ministre de la Protection de l'environnement, de l'Aménagement du territoire et des Travaux publics             |     | Marina Matulović-Dropulić                          | HDZ   |